# Wolkwin V von Waldeck
Wokwin V von Waldeck-Schwalenberg (ur. ok. 1240; zm. 4 maja 1293) – od 1275 biskup Minden.
Wokwin wywodził się z dynastii hrabiów Waldeck-Schwalenberg. Był młodszym synem hrabiego Wokwina III von Waldeck.
Na początku był kanonikiem i rektorem w Minden. W 1275 został biskupem Minden i znany był z licznych sporów z okolicznymi książętami.
 Biogram biskupa